# Ultimo giro
Ultimo giro è un romanzo di Graham Swift del 1996, vincitore nello stesso del Booker Prize e del James Tait Black Memorial Prize per la narrativa.
La narrazione fa ampio uso di flashback per raccontare la complicata storia delle relazioni tra un gruppo di veterani di guerra che vive nello stesso angolo di Londra. L'evento principale del romanzo è il viaggio a Margate di quattro amici per disperdere in mare le ceneri di Jack Dodds, morto di cancro, secondo le sue ultime volontà. I quattro amici sono Vince Dodds, figlio adottivo di Jack, Ray 'Lucky' Johnson, il narratore principale della storia, Lenny 'Gunner' Tate, amico di bevute, e Vic Tucker, impresario funebre.
Il titolo Ultimo giro si riferisce non solo a queste istruzioni lasciate da Jack Dodd nel suo testamento, ma anche all'espressione "ultimo giro", intesa come l'ultima ordinazione prima della chiusura del pub, visto che il bere era una delle attività preferite di Jack Dodd e degli altri personaggi.
La trama e lo stile ricordano il romanzo Mentre morivo di William Faulkner.

## Trasposizione cinematografica
Il romanzo è stato portato sul grande schermo nel film L'ultimo bicchiere, diretto da Fred Schepisi con Michael Caine, Bob Hoskins e Helen Mirren, uscito nel 2001.

## Edizioni
- Graham Swift, Ultimo giro, Feltrinelli, 1999, ISBN 88-07-01550-1.